# Камамото Кунісіге
Камамото Кунісіге (яп. 釜本邦茂; 15 квітня 1944, Кіото — 10 серпня 2025) — японський футболіст, що грав на позиції нападника, один з найрезультативніших японських форвардів усіх часів. По завершенні ігрової кар'єри — футбольний тренер.
Виступав за клуб «Янмар Дизель», а також національну збірну Японії.

## Клубна кар'єра
Народився 15 квітня 1944 року в місті Кіото. Вихованець футбольної команди Університету Васеда.
У професійному футболі дебютував 1967 року виступами за команду клубу «Янмар Дизель», кольори якої і захищав протягом усієї своєї кар'єри гравця, що тривала цілих вісімнадцять років. У складі «Янмар Дизель» був одним з головних бомбардирів команди, маючи середню результативність на рівні 0,8 голу за гру першості.

## Виступи за збірну
1964 року дебютував в офіційних матчах у складі національної збірної Японії. Протягом кар'єри у національній команді, яка тривала 14 років, провів у формі головної команди країни 61 матч, забивши 55 голів. Брав участь в Олімпійських іграх 1964 та 1968 років. На останньому турнірі допоміг команді здобути олімпійську «бронзу», а сам із сьома забитими голами став найкращим бомбардиром турніру.

## Кар'єра тренера
Розпочав тренерську кар'єру, ще продовжуючи грати на полі, 1978 року, очоливши тренерський штаб клубу «Янмар Дизель». Шість років поєднував тренерську роботу з виступами на полі.
В подальшому очолював команду клубу «Мацусіта Електрик» (з 1992 року змінив назву на «Гамба Осака»).
Останнім місцем тренерської роботи був нижчоліговий клуб «Фудзієда МайФК», головним тренером команди якого Камамото був 2009 року.

## Статистика виступів
| Збірна Японії | Збірна Японії | Збірна Японії |
| Роки          | Ігри          | голи          |
| ------------- | ------------- | ------------- |
| 1964          | 2             | 1             |
| 1965          | 3             | 3             |
| 1966          | 7             | 6             |
| 1967          | 5             | 11            |
| 1968          | 4             | 7             |
| 1969          | 0             | 0             |
| 1970          | 6             | 3             |
| 1971          | 6             | 8             |
| 1972          | 8             | 15            |
| 1973          | 3             | 2             |
| 1974          | 5             | 5             |
| 1975          | 7             | 5             |
| 1976          | 16            | 9             |
| 1977          | 4             | 0             |
| Усього        | 76            | 75            |

## Титули і досягнення
- Бронзовий призер Азійських ігор: 1966
- Бронзовий олімпійський призер: 1968
- Найкращий бомбардир Олімпійського футбольного турніру: 1968 (7)